# Go to Blazes (film 1930)
Go to Blazes è un cortometraggio del 1930 diretto da Harry Edwards. Nel cast, tra gli interpreti, appare il nome di John Darrow, un attore che si fece un nome nei B-movie e che, in seguito, sarebbe diventato uno degli agenti più di successo di Hollywood.

## Produzione
Il film fu prodotto dall'Universal Pictures.

## Distribuzione
Distribuito dall'Universal Pictures, il film - un cortometraggio di due bobine - uscì nelle sale cinematografiche USA il 15 ottobre 1930.